# Aussig (film)
Aussig  je americko-česká černá filmová komedie z roku 2010. Jejím režisérem je Tony Laue.
V hlavních rolích se představili Hana Vagnerová, Petra Lustigová, Ondřej Pavelka, Ondřej Brzobohatý, Petr Vaněk, Nik Pitetsky a Tony Laue. 

## Obsah
Aussig, černá komedie jejíž příběh se odehrává v Ústí nad Labem, pojednává o vztahu ruského a amerického lektora na místní univerzitě. Oba jsou nuceni bydlet spolu v jednom malém pokoji na kolejích. Vzrůstá mezi nimi velké napětí, které je podněcováno propastnou rozdílností jejich povah a vzájemnými antipatiemi. Rozpory vznikají z banálních hádek a neshod – od přidávání kečupu do jídla až po způsob jak jednat se ženami. Je to, jako by se další studená válka rozpoutala na bojišti jejich těsného kolejního pokoje.